# Allochthonius wui
Espèce
Allochthonius wui est une espèce de pseudoscorpions de la famille des Pseudotyrannochthoniidae.

## Distribution
Cette espèce est endémique du Qinghai en Chine,. Elle se rencontre dans le xian autonome tu de Huzhu.

## Description
Le mâle holotype mesure 2,50 mm.

## Étymologie
Cette espèce est nommée en l'honneur de Min Wu.

## Publication originale
- Hu & Zhang, 2011 : Description of three new species of the genus Allochthonius Chamberlin, 1929 (Pseudoscorpiones:Pseudotyrannochthoniidae) from China. Journal  of Threatened Taxa, vol. 3, no 11, p. 2167–2176 (texte intégral).